# Wargasetra
Wargasetra is een bestuurslaag in het regentschap Karawang van de provincie West-Java, Indonesië. Wargasetra telt 5389 inwoners (volkstelling 2010).